# Landtagswahl in Hessen 2023
- SPD: 23
- Grüne: 22
- FDP: 8
- CDU: 52
- AfD: 28

- Regierung: 75
- Opposition: 58

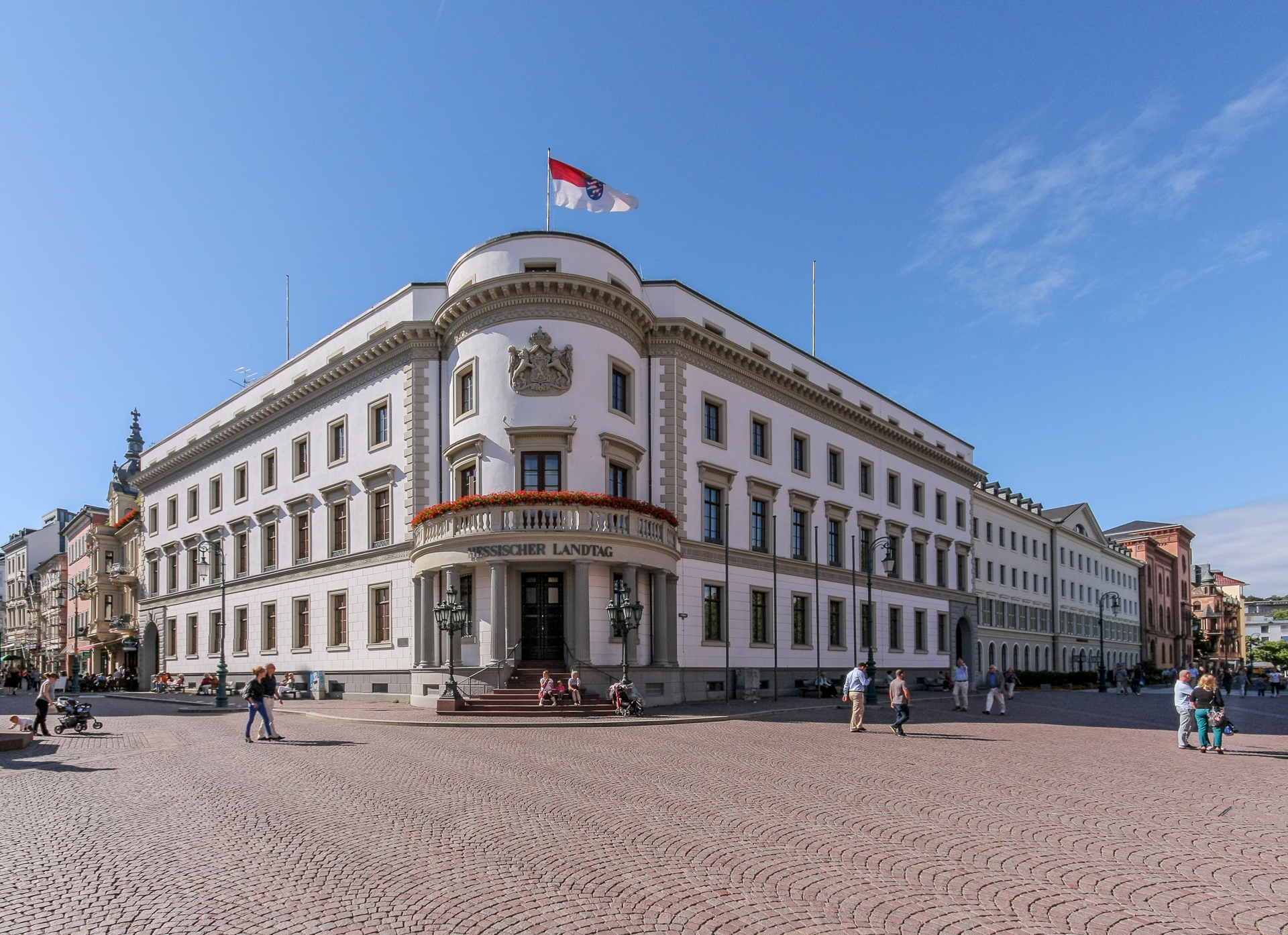
Hessischer Landtag im Stadtschloss Wiesbaden

Die Wahl zum 21. Hessischen Landtag fand am 8. Oktober 2023 zusammen mit der Landtagswahl in Bayern statt. CDU und AfD erhielten deutlich mehr Stimmen als bei der Wahl 2018. Die CDU erhielt die meisten Stimmen, die AfD erzielte ihr bestes Ergebnis in Hessen und in einem westdeutschen Land. Die drei Parteien der Bundesregierung – SPD, Grüne und FDP – verzeichneten Verluste, wobei die SPD ihr schlechtestes Ergebnis in der Landesgeschichte erhielt und die FDP nur knapp ins Parlament einzog. Die Linkspartei, die seit 2008 im Landtag vertreten war, verfehlte deutlich die Fünf-Prozent-Hürde.
Boris Rhein (CDU), seit Mitte 2022 hessischer Ministerpräsident und Landesvorsitzender der CDU, kündigte fünf Wochen nach der Wahl an, in Koalitionsverhandlungen mit der SPD einzutreten. Im Dezember 2023 einigten die Parteien sich auf einen Koalitionsvertrag. Am 18. Januar 2024 wurde das Kabinett vereidigt.

## Organisation

### Wahlrecht
Parteien und Wählergruppen, die nicht seit der letzten Landtagswahl ununterbrochen im Landtag vertreten waren, benötigten für ihre Landesliste 1000 und für ihre Kreiswahlvorschläge jeweils 50 Unterstützungsunterschriften.
Jeder der ca. 4,3 Millionen mindestens 18 Jahre alten Wähler hatte zwei Stimmen: Mit der Wahlkreisstimme wurde in jedem Landtagswahlkreis ein Abgeordneter gewählt. Mit der für die Sitzzuteilung im Landtag maßgeblichen Landesstimme (entspricht der Zweitstimme im Bundestagswahlrecht) wurde die Landesliste einer Partei gewählt. Die Größe der Wahlkreise wurde in 32 von 55 Wahlkreisen angepasst, die meisten in Norden und Osten Hessens.
Die 110 Landtagssitze (ohne eventuelle Überhang- und Ausgleichsmandate) wurden nach dem Hare/Niemeyer-Verfahren proportional unter den Parteien verteilt, die mindestens 5 Prozent der Landesstimmen erhalten. Erhielt eine Partei Überhangmandate, wurden den anderen Parteien Ausgleichsmandate zugeteilt, um eine proportionale Sitzverteilung zu erreichen. Es war die erste Wahl, bei der das Mindestalter für das passive Wahlrecht bei 18 Jahren lag; vorher lag es bei 21 Jahren.

### Wahltermin
Artikel 79 der Hessischen Verfassung bestimmt, dass der Landtag auf fünf Jahre gewählt wird. Die Neuwahl ist vor Ablauf der Wahlperiode an einem Sonn- oder Feiertag durchzuführen. Da die 20. Wahlperiode am 18. Januar 2019 begann, wäre Sonntag, der 14. Januar 2024, der spätestmögliche Termin für die Wahl zum 21. Hessischen Landtag gewesen.
Am 17. Januar 2023 legte die Landesregierung den Wahltag auf den 8. Oktober 2023 fest, am selben Tag fand auch die Landtagswahl in Bayern statt.

## Ausgangslage
Bei der Landtagswahl 2018 erhielt die CDU 27 Prozent der Stimmen (11,3 Prozentpunkte weniger als bei der Landtagswahl 2013). Sie wurde dennoch deutlich stärkste Partei. Die Grünen erhielten 19,8 Prozent der Stimmen und wurden mit 66 Stimmen Vorsprung zweitstärkste Partei vor der SPD, die 10,9 Prozentpunkte verlor. Die AfD legte deutlich, FDP und Linke legten leicht zu. Die Freien Wähler verpassten den Einzug mit 3,0 Prozent der Stimmen und erzielten dabei ihr bisher bestes Ergebnis in Hessen.
Die schwarz-grüne Landesregierung konnte ihre Mehrheit halten. Sie stützte sich auf 69 von 137 Sitzen im Landtag, die kleinstmögliche absolute Mehrheit.
| Fraktion/Landesverband | Fraktion/Landesverband                      | Kurzbe- zeichnung | Sitze 2018 | Sitze 2023 |
| ---------------------- | ------------------------------------------- | ----------------- | ---------- | ---------- |
|                        | Christlich-Demokratische Union Deutschlands | CDU               | 40         | 40         |
|                        | Bündnis 90/Die Grünen                       | Grüne             | 29         | 29         |
|                        | Sozialdemokratische Partei Deutschlands     | SPD               | 29         | 29         |
|                        | Alternative für Deutschland                 | AfD               | 19         | 17         |
|                        | Freie Demokratische Partei                  | FDP               | 11         | 11         |
|                        | Die Linke                                   | Linke             | 09         | 09         |
|                        | Fraktionslose                               | —                 | —          | 02         |

## Spitzenkandidaten der im Landtag vertretenen Parteien

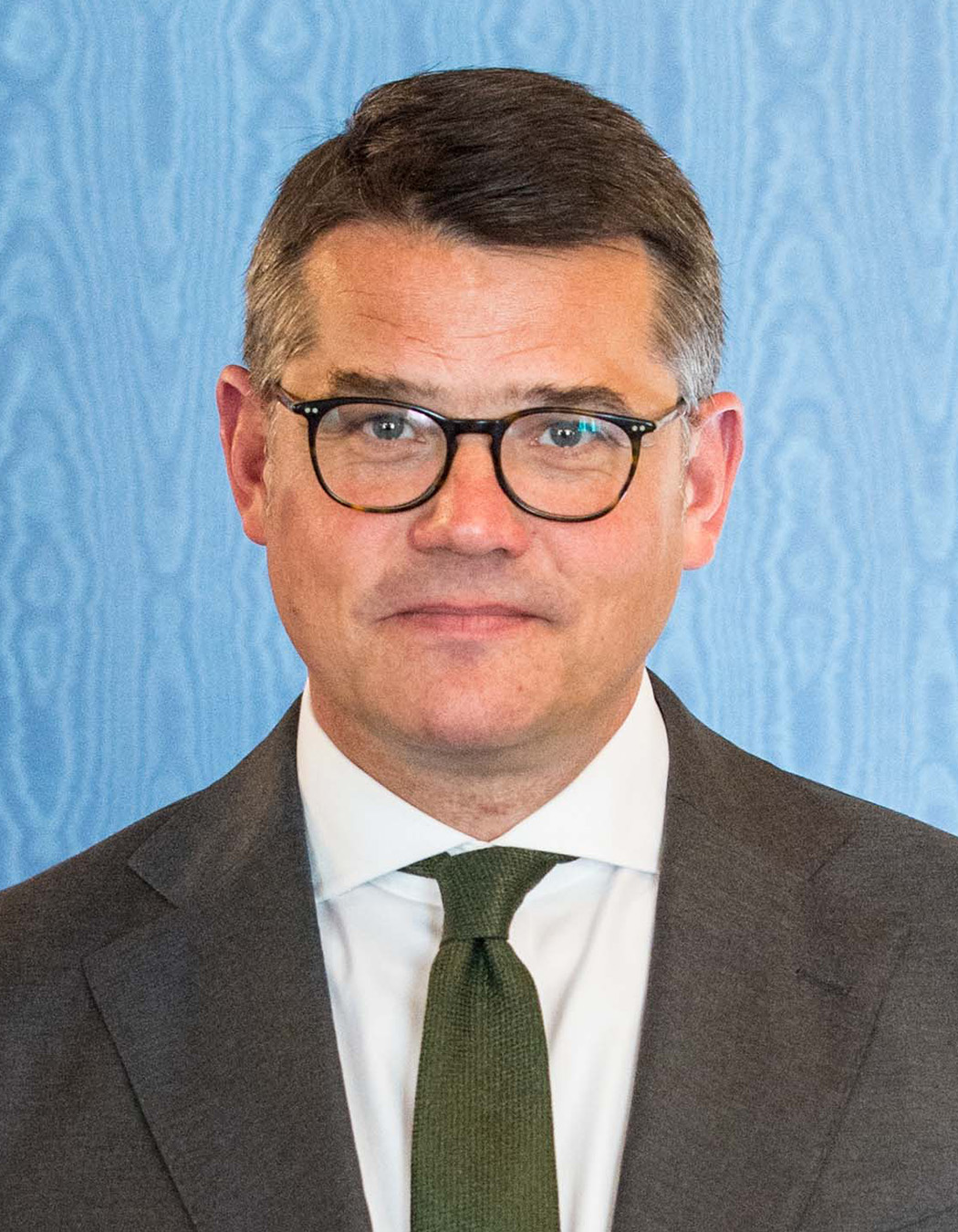
Boris Rhein (CDU)
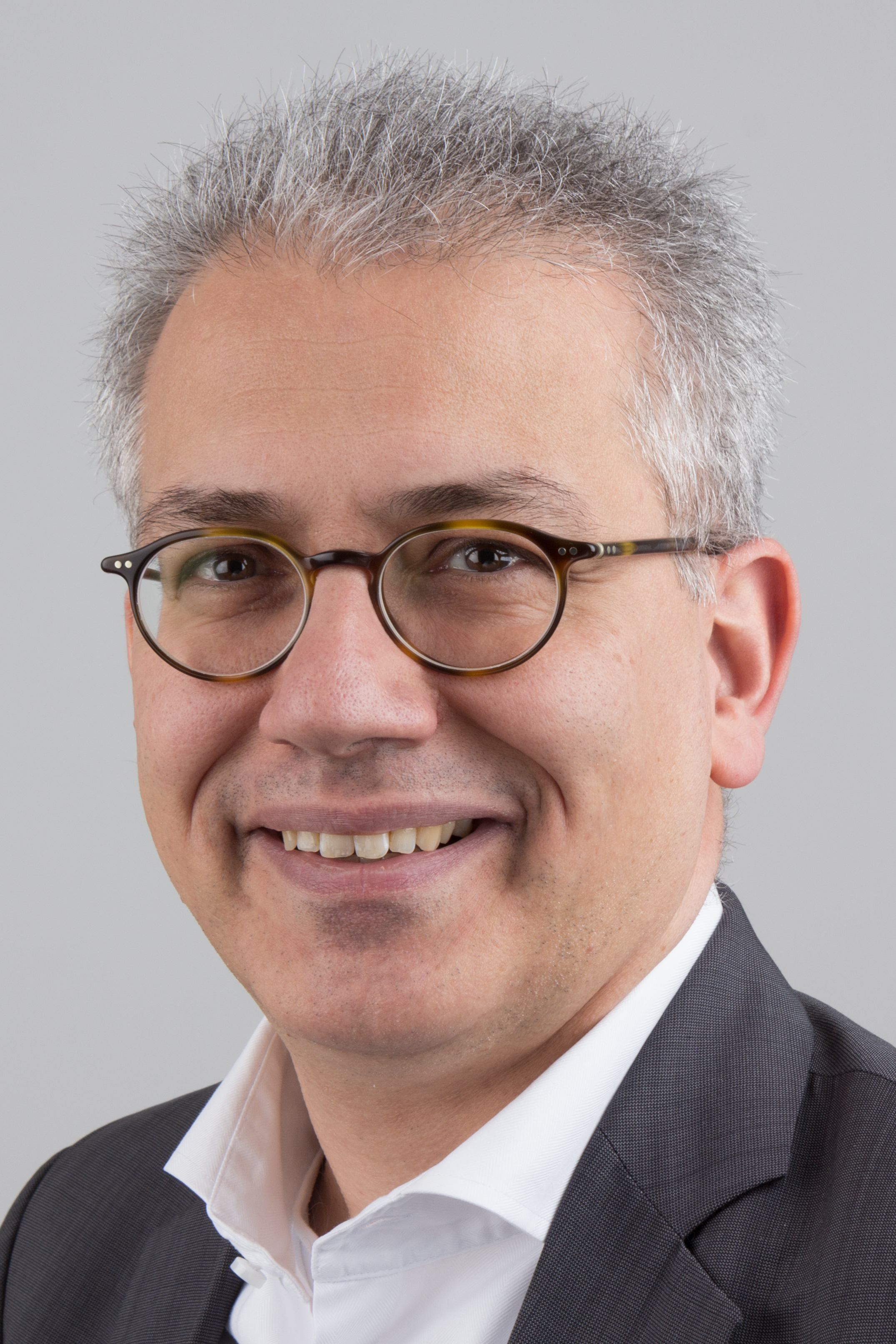
Tarek Al-Wazir (Grüne) (A)
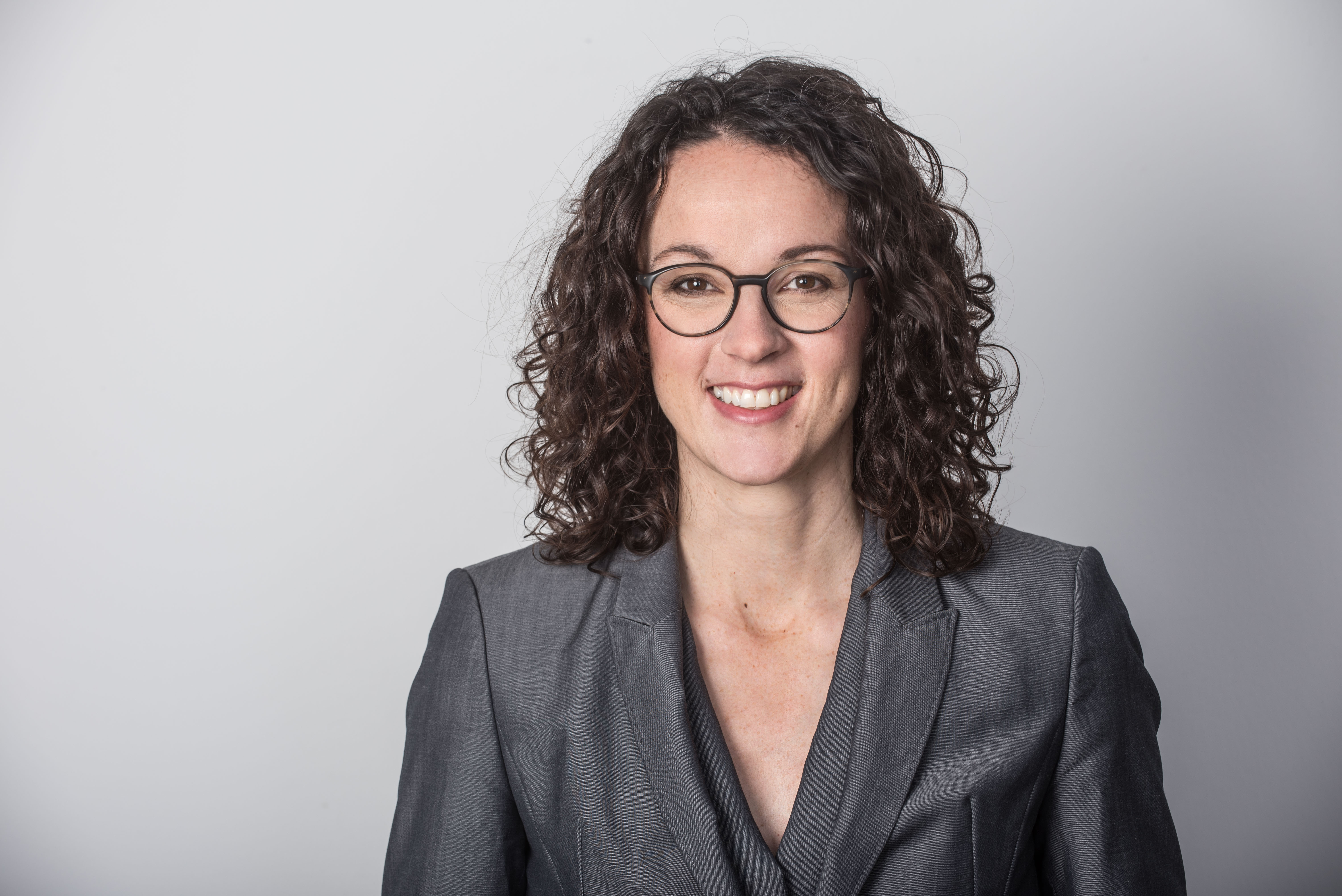
Angela Dorn (Grüne) (A)
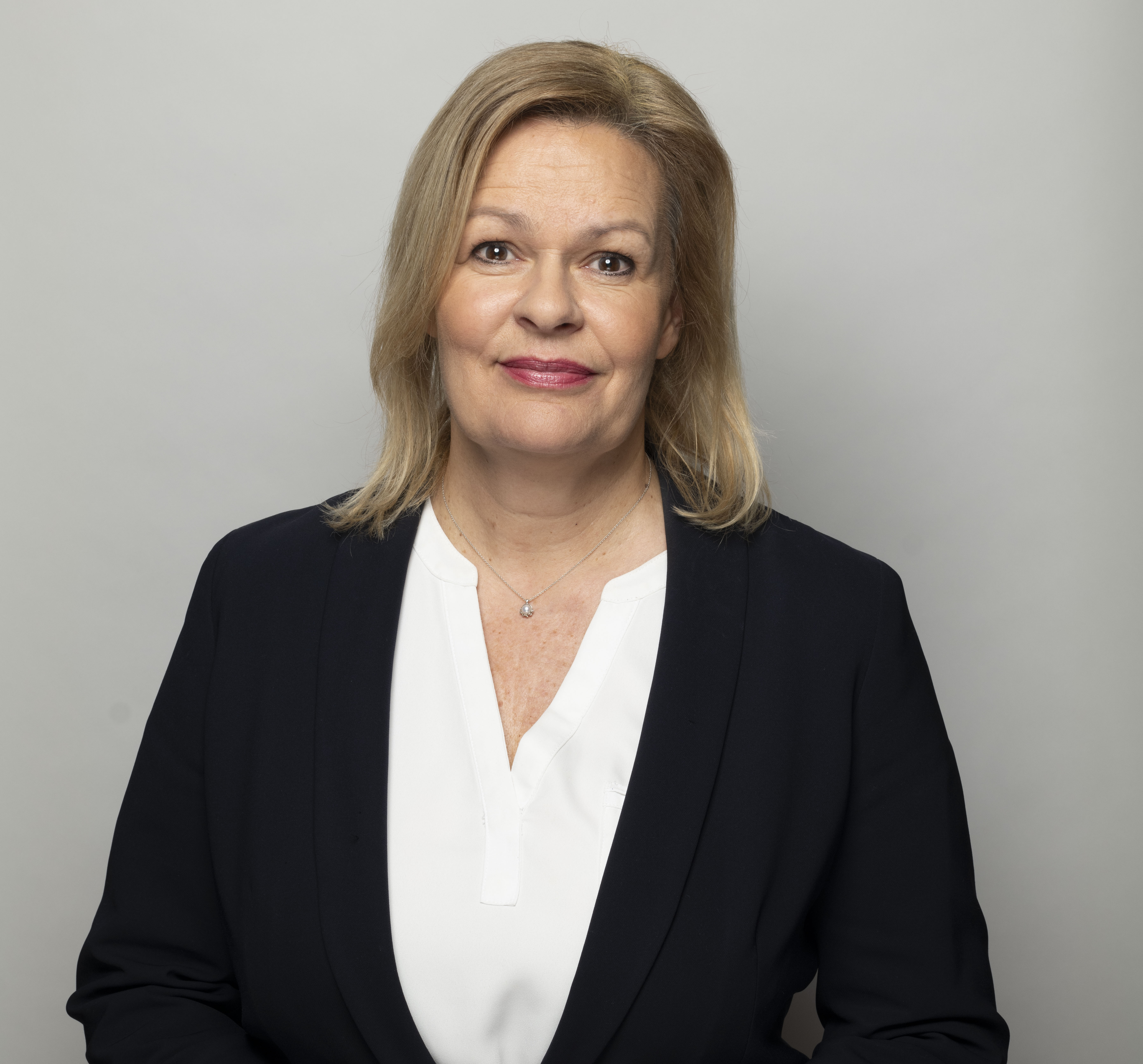
Nancy Faeser (SPD)
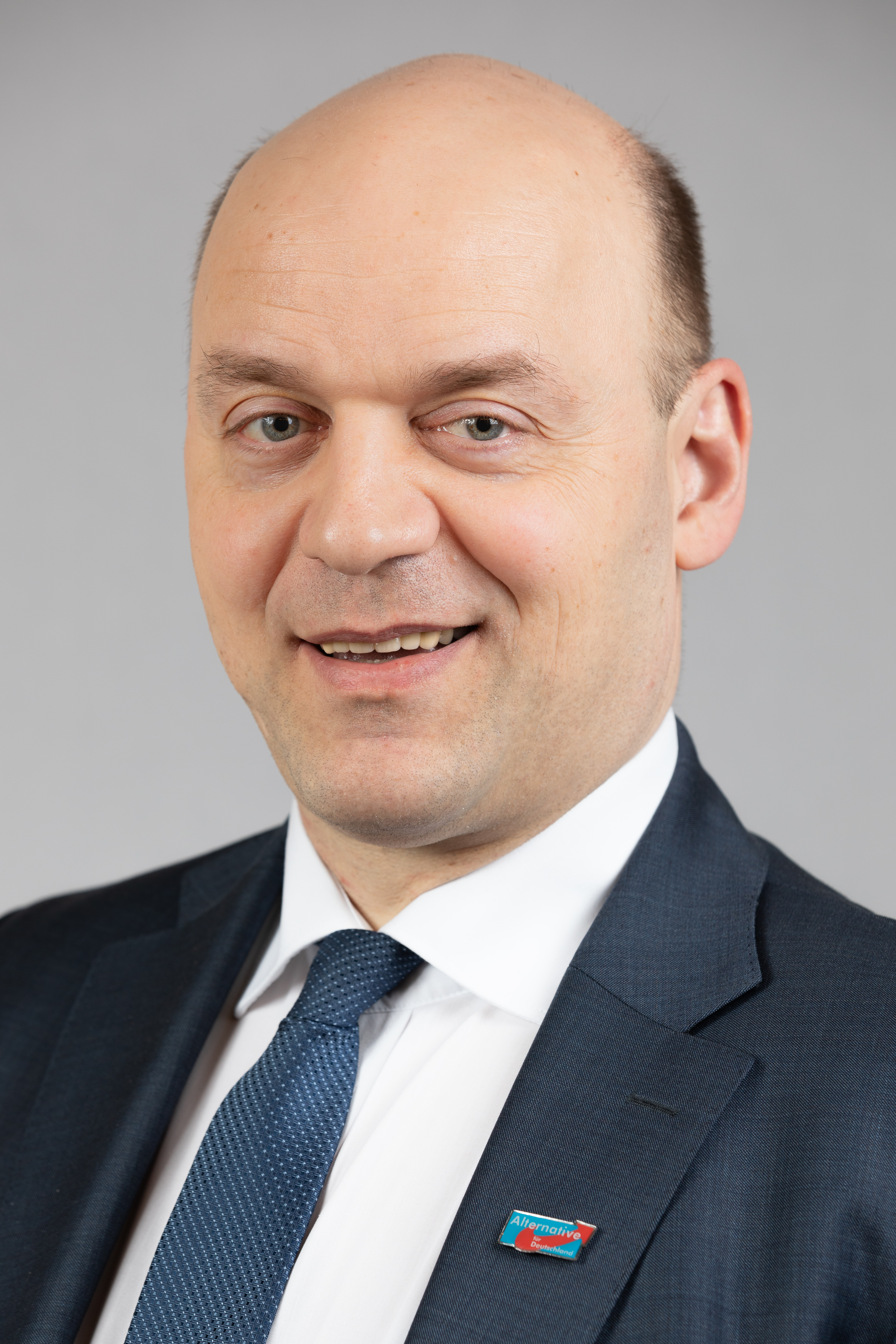
Robert Lambrou (AfD)
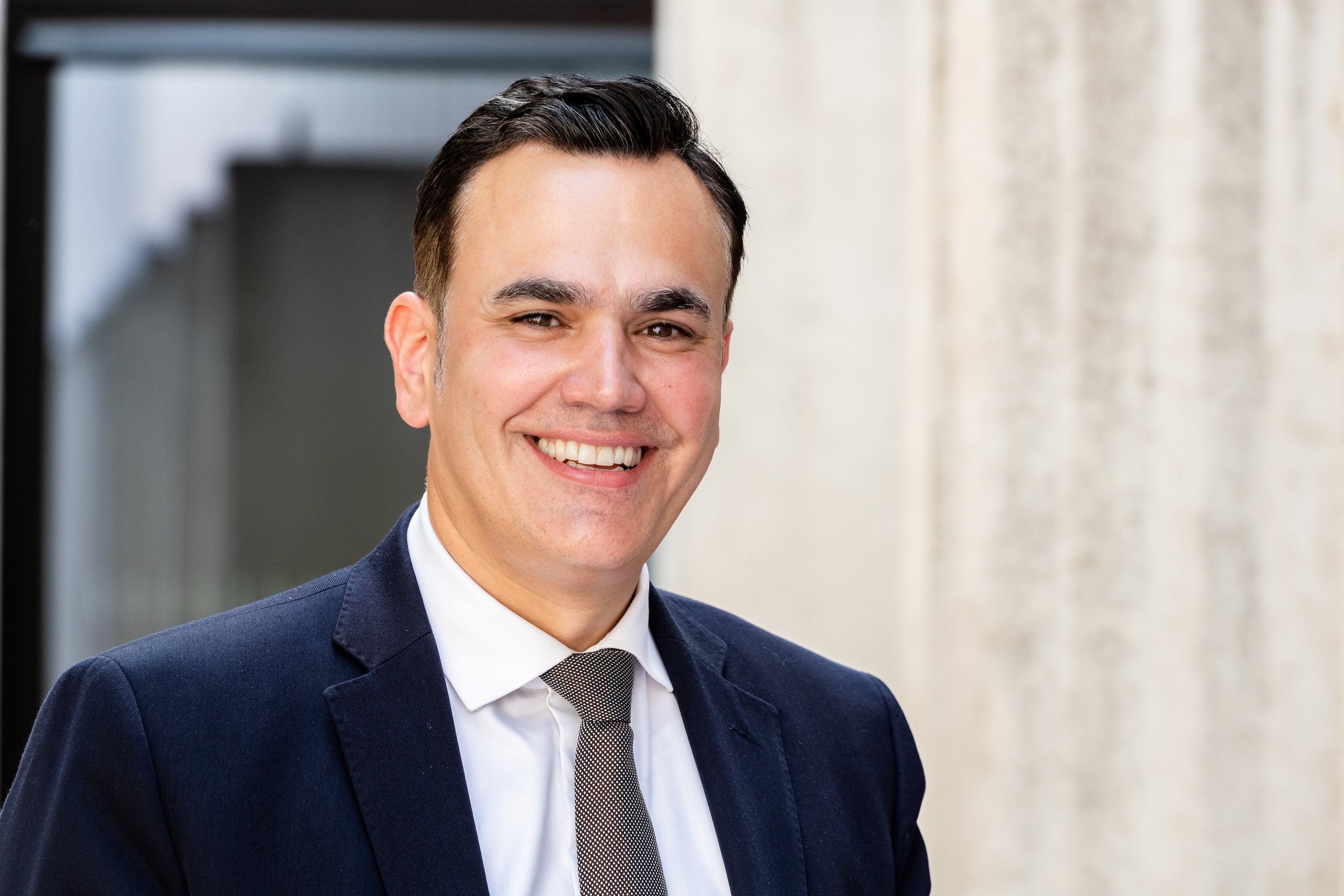
Stefan Naas (FDP)
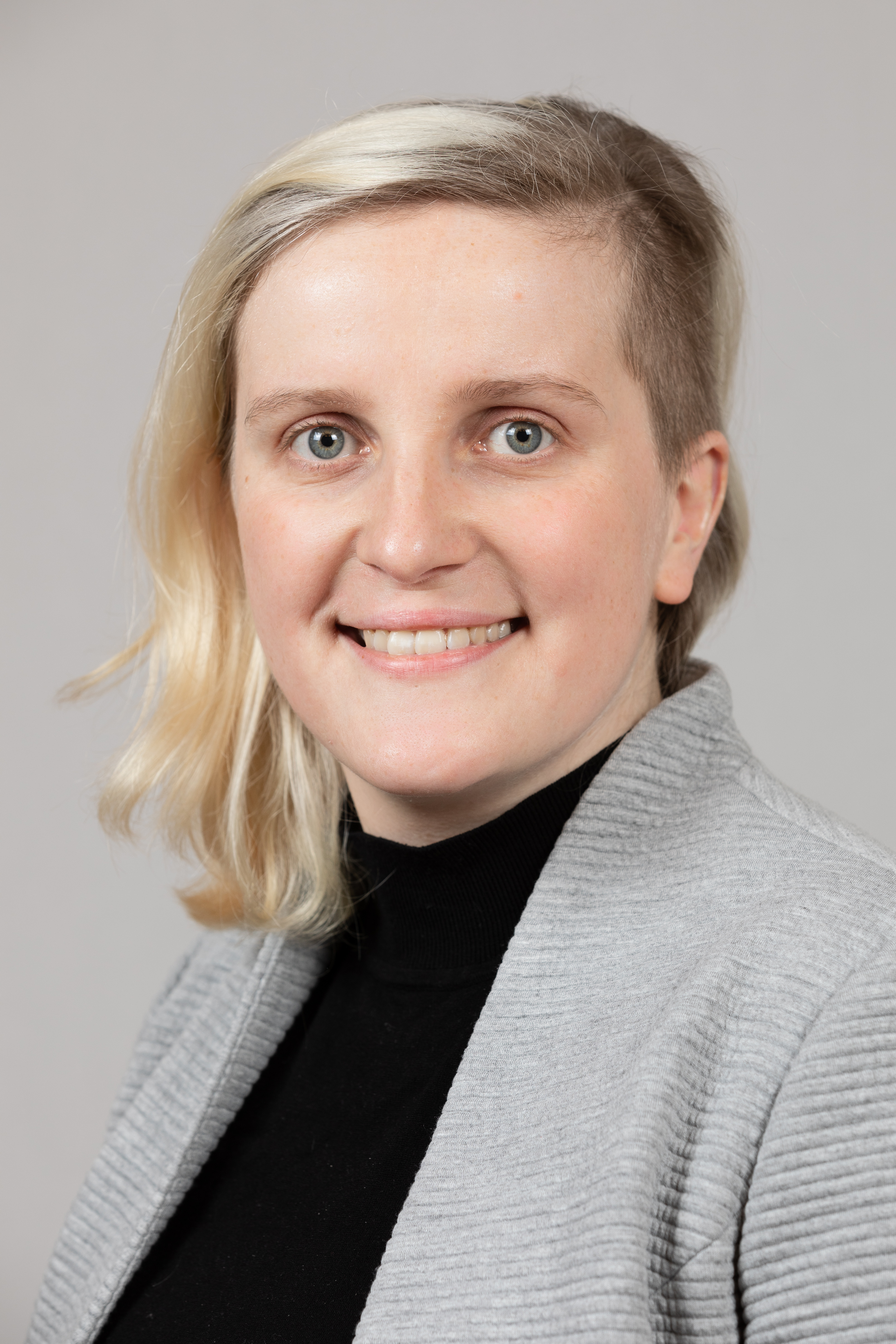
Elisabeth Kula (Linke) (A)
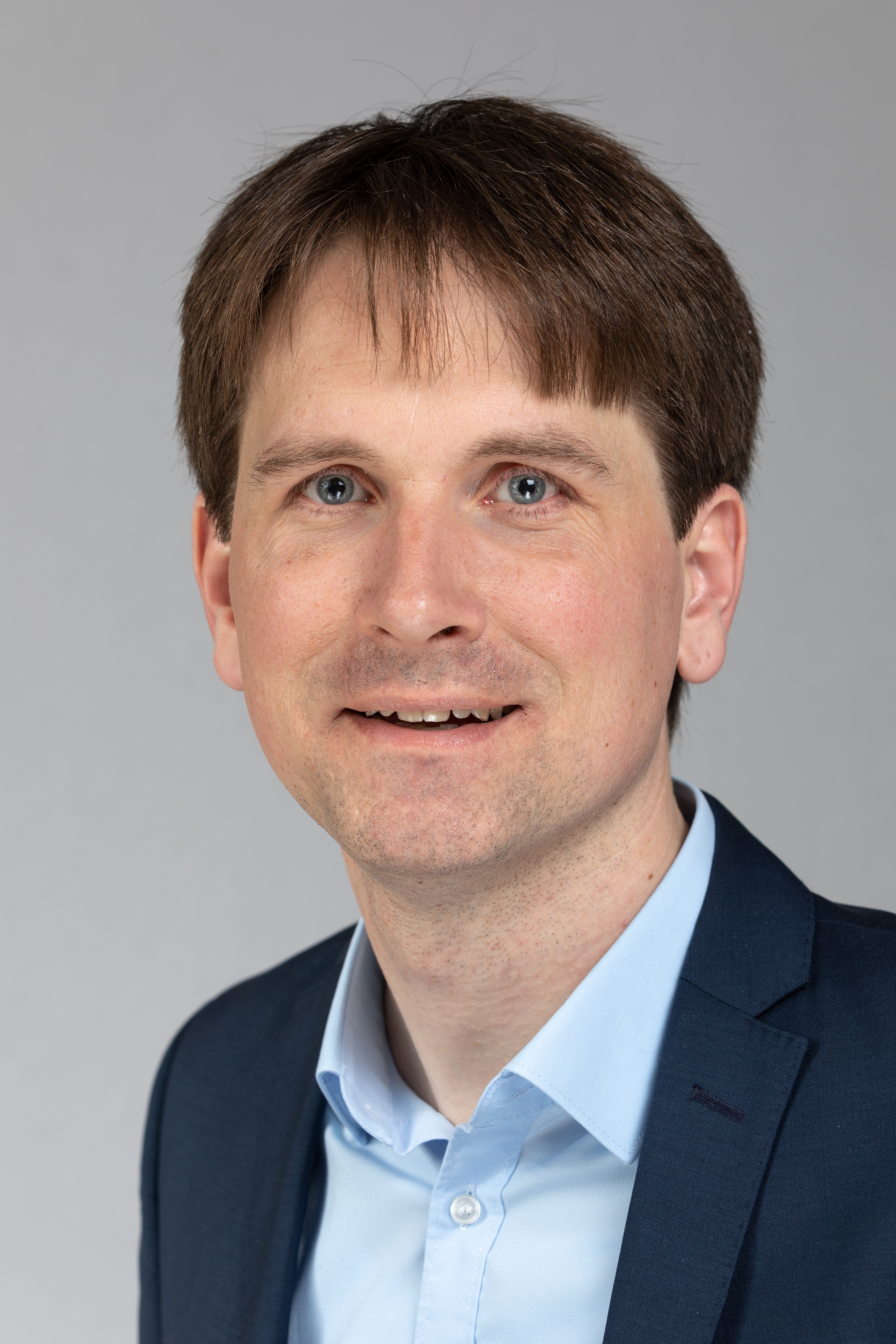
Jan Schalauske (Linke) (A)

## Parteien und Landeslisten

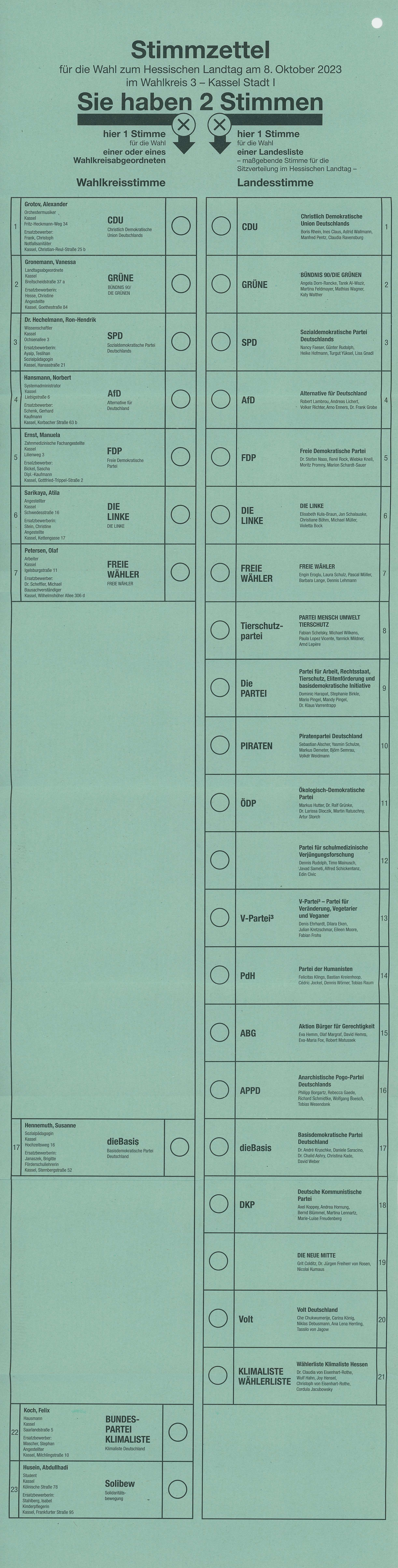
Stimmzettel für die Wahl zum Hessischen Landtag am 8. Oktober 2023 am Beispiel des Wahlkreises 3 Kassel-Stadt I

Die Landeslisten von 21 Parteien und Wählergruppen sowie 470 Kreiswahlvorschläge wurden zugelassen und erschienen in der nachstehenden Reihenfolge auf den Stimmzetteln.
| Partei                                                                                        | Kurzbezeichnung        | Bewerber auf Platz 1 der Landesliste | Wahl- kreis- bewerber | Anzahl der Bewerber auf der Landesliste |
| --------------------------------------------------------------------------------------------- | ---------------------- | ------------------------------------ | --------------------- | --------------------------------------- |
| Christlich Demokratische Union Deutschlands                                                   | CDU                    | Boris Rhein                          | 55                    | 110                                     |
| Bündnis 90/Die Grünen                                                                         | Grüne                  | Angela Dorn-Rancke                   | 55                    | 060                                     |
| Sozialdemokratische Partei Deutschlands                                                       | SPD                    | Nancy Faeser                         | 55                    | 161                                     |
| Alternative für Deutschland                                                                   | AfD                    | Robert Lambrou                       | 55                    | 040                                     |
| Freie Demokratische Partei                                                                    | FDP                    | Stefan Naas                          | 55                    | 052                                     |
| Die Linke                                                                                     | Die Linke              | Elisabeth Kula-Braun                 | 55                    | 030                                     |
| Freie Wähler                                                                                  | Freie Wähler           | Engin Eroglu                         | 55                    | 071                                     |
| Partei Mensch Umwelt Tierschutz                                                               | Tierschutzpartei       | Fabian Schelsky                      | 03                    | 011                                     |
| Partei für Arbeit, Rechtsstaat, Tierschutz, Elitenförderung und basisdemokratische Initiative | Die PARTEI             | Dominic Harapat                      | 20                    | 038                                     |
| Piratenpartei Deutschland                                                                     | Piraten                | Sebastian Alscher                    | 04                    | 012                                     |
| Ökologisch-Demokratische Partei                                                               | ÖDP                    | Markus Hutter                        | —                     | 010                                     |
| Partei für schulmedizinische Verjüngungsforschung                                             | —                      | Dennis Rudolph                       | —                     | 005                                     |
| V-Partei³ – Partei für Veränderung, Vegetarier und Veganer                                    | V-Partei³              | Denis Ehrhardt                       | 01                    | 007                                     |
| Partei der Humanisten                                                                         | PdH                    | Felicitas Klings                     | 03                    | 010                                     |
| Aktion Bürger für Gerechtigkeit                                                               | ABG                    | Eva Hemm                             | 02                    | 005                                     |
| Anarchistische Pogo-Partei Deutschlands                                                       | APPD                   | Philipp Borgartz                     | 01                    | 016                                     |
| Basisdemokratische Partei Deutschland                                                         | dieBasis               | André Kruschke                       | 13                    | 018                                     |
| Deutsche Kommunistische Partei                                                                | DKP                    | Axel Koppey                          | 06                    | 025                                     |
| Die Neue Mitte                                                                                | —                      | Grit Colditz                         | —                     | 003                                     |
| Volt Deutschland                                                                              | Volt                   | Che Chukwumerije                     | 13                    | 040                                     |
| Wählerliste Klimaliste Hessen                                                                 | Klimaliste Wählerliste | Claudia von Eisenhart-Rothe          | —                     | 021                                     |
| Sonstige                                                                                      |                        | —                                    | a19 a                 | —                                       |
| Insgesamt                                                                                     |                        |                                      | 4700                  | 745                                     |

## Ergebnis

Wahlsieger bei der Erststimme in den einzelnen Wahlkreisen

Stärkste Partei nach Gemeinden
CDU
AfD
SPD
Grüne
Gemeindefreies Gebiet

### Übersicht
|                   | Christlich Demokratische Union Deutschlands                | CDU                     | 997.870   | 35,6      | +6,2      | 972.876   | 34,6      | +7,6      | 52        | —         | 52        | +12       |           |           |
|                   | Alternative für Deutschland                                | AfD                     | 490.894   | 17,5      | +4,9      | 518.763   | 18,4      | +5,3      | —         | 28        | 28        | +9        |           |           |
|                   | Sozialdemokratische Partei Deutschlands                    | SPD                     | 512.349   | 18,3      | −5,1      | 424.587   | 15,1      | −4,7      | —         | 23        | 23        | −6        |           |           |
|                   | Bündnis 90/Die Grünen                                      | Grüne                   | 397.680   | 14,2      | −3,9      | 416.035   | 14,8      | −5,0      | 3         | 19        | 22        | −7        |           |           |
|                   | Freie Demokratische Partei                                 | FDP                     | 137.318   | 4,9       | −2,3      | 141.644   | 5,0       | −2,5      | —         | 8         | 8         | −3        |           |           |
|                   | Freie Wähler                                               | Freie Wähler            | 131.108   | 4,7       | +1,6      | 98.283    | 3,5       | +0,5      | —         | —         | —         | —         |           |           |
|                   | Die Linke                                                  | Linke                   | 90.520    | 3,2       | −2,5      | 86.842    | 3,1       | −3,2      | —         | —         | —         | −9        |           |           |
|                   | Partei Mensch Umwelt Tierschutz                            | Tierschutzpartei        | 5.181     | 0,2       | +0,2      | 43.341    | 1,5       | +0,5      | —         | —         | —         | —         |           |           |
|                   | Volt Deutschland                                           | Volt                    | 13.729    | 0,5       | neu       | 27.612    | 1,0       | neu       | —         | —         | —         | —         |           |           |
|                   | Die PARTEI                                                 | PARTEI                  | 18.595    | 0,7       | +0,2      | 23.678    | 0,8       | +0,2      | —         | —         | —         | —         |           |           |
|                   | Basisdemokratische Partei Deutschland                      | dieBasis                | 4.285     | 0,2       | neu       | 13.707    | 0,5       | neu       | —         | —         | —         | —         |           |           |
|                   | V-Partei³ – Partei für Veränderung, Vegetarier und Veganer | V-Partei³               | 155       | 0,0       | ±0,0      | 9.472     | 0,3       | +0,2      | —         | —         | —         | —         |           |           |
|                   | Piratenpartei Deutschland                                  | Piraten                 | 1.348     | 0,0       | −0,1      | 8.618     | 0,3       | −0,1      | —         | —         | —         | —         |           |           |
|                   | Klimaliste                                                 | Klimaliste Wählerliste  | —         | —         | —         | 6.212     | 0,2       | neu       | —         | —         | —         | —         |           |           |
|                   | Ökologisch-Demokratische Partei                            | ÖDP                     | —         | —         | −0,1      | 5.906     | 0,2       | −0,0      | —         | —         | —         | —         |           |           |
|                   | Aktion Bürger für Gerechtigkeit                            | ABG                     | 324       | 0,0       | neu       | 4.442     | 0,2       | neu       | —         | —         | —         | —         |           |           |
|                   | Partei der Humanisten                                      | PdH                     | 878       | 0,0       | neu       | 4.262     | 0,2       | +0,1      | —         | —         | —         | —         |           |           |
|                   | Deutsche Kommunistische Partei                             | DKP                     | 776       | 0,0       | neu       | 2.229     | 0,1       | neu       | —         | —         | —         | —         |           |           |
|                   | Anarchistische Pogo-Partei Deutschlands                    | APPD                    | 91        | 0,0       | +0,0      | 1.929     | 0,1       | neu       | —         | —         | —         | —         |           |           |
|                   | Partei für schulmedizinische Verjüngungsforschung          | Verjüngungsforschung    | —         | —         | —         | 1.506     | 0,1       | −0,1      | —         | —         | —         | —         |           |           |
|                   | Die neue Mitte                                             | Die neue Mitte          | —         | —         | —         | 1.369     | 0,0       | neu       | —         | —         | —         | —         |           |           |
|                   | Klimaliste                                                 | Bundespartei Klimaliste | 951       | 0,0       | neu       | —         | —         | —         |           |           |           |           |           |           |
|                   | Nichtparteigebundene Einwohner-Vertreter                   | NEV                     | 880       | 0,0       | ±0,0      | —         | —         | —         | —         | —         | —         | —         |           |           |
|                   | Bündnis C – Christen für Deutschland                       | Bündnis C               | 756       | 0,0       | neu       | —         | —         | —         | —         | —         | —         | —         |           |           |
|                   | Praktiker Partei                                           | PP                      | 421       | 0,0       | neu       | —         | —         | —         | —         | —         | —         | —         |           |           |
|                   | Bürgerliste Weiterdenken                                   | WDMR                    | 187       | 0,0       | neu       | —         | —         | —         | —         | —         | —         | —         |           |           |
|                   | Solidarität, Gerechtigkeit, Veränderung                    | SGV                     | 162       | 0,0       | neu       | —         | —         | —         | —         | —         | —         | —         |           |           |
|                   | Solidaritätsbewegung                                       | Solibew                 | 124       | 0,0       | neu       | —         | —         | —         | —         | —         | —         | —         |           |           |
|                   | MERA25                                                     | MERA25                  | 99        | 0,0       | neu       | —         | —         | —         | —         | —         | —         | —         |           |           |
| Gesamt            | Gesamt                                                     | Gesamt                  | 2.806.681 | 100       |           | 2.813.313 | 100       |           | 55        | 78        | 133       | −4        |           |           |
|                   |                                                            |                         |           |           |           |           |           |           |           |           |           |           |           |           |
| Gültige Stimmen   | Gültige Stimmen                                            | Gültige Stimmen         | 2.806.681 | 98,2      | +0,6      | 2.813.313 | 98,4      | +0,5      | —         | —         | —         | —         |           |           |
| Ungültige Stimmen | Ungültige Stimmen                                          | Ungültige Stimmen       | 51.632    | 1,8       | −0,6      | 45.000    | 1,6       | −0,5      | —         | —         | —         | —         |           |           |
| Wahlbeteiligung   | Wahlbeteiligung                                            | Wahlbeteiligung         | 2.858.313 | 66,0      | −1,3      | 2.858.313 | 66,0      | −1,3      | —         | —         | —         | —         |           |           |
| Wahlberechtigte   | Wahlberechtigte                                            | Wahlberechtigte         | 4.332.235 | 4.332.235 | 4.332.235 | 4.332.235 | 4.332.235 | 4.332.235 | 4.332.235 | 4.332.235 | 4.332.235 | 4.332.235 | 4.332.235 | 4.332.235 |

### Landesstimmenanteil der Parteien nach Wahlkreisen
Die folgenden Karten zeigen, mit welchem Ergebnis die Parteien mit mindestens drei Prozent Stimmenanteil in den einzelnen Wahlkreisen abgeschnitten haben.

Christlich Demokratische Union Höchstwert: 46,7 % (Fulda II) Tiefstwert: 21,3 % (Darmstadt-Stadt I)
Alternative für Deutschland Höchstwert: 27,2 % (Wetterau II) Tiefstwert: 6,7 % (Frankfurt am Main V)
Sozialdemokratische Partei Deutschlands Höchstwert: 23,5 % (Kassel-Land II) Tiefstwert: 7,9 % (Fulda II)
Bündnis 90/Die Grünen Höchstwert: 31,6 % (Frankfurt am Main V) Tiefstwert: 6,8 % (Rotenburg)
Freie Demokratische Partei Höchstwert: 9,3 % (Hochtaunus II) Tiefstwert: 3,4 % (Marburg-Biedenkopf I)
Freie Wähler Höchstwert: 6,7 % (Schwalm-Eder II) Tiefstwert: 1,4 % (Frankfurt am Main V)
Die Linke Höchstwert: 9,3 % (Kassel-Stadt II) Tiefstwert: 1,3 % (Fulda II)

## Nach der Wahl
Direkt nach der Landtagswahl gab Ministerpräsident Boris Rhein bekannt, Sondierungsgespräche mit dem bisherigen Koalitionspartner Grüne sowie mit der SPD und FDP führen zu wollen. Daraufhin fanden in den folgenden Wochen laut Rhein jeweils fünf Gesprächsrunden zwischen der CDU und den Grünen sowie mit der SPD statt.
Am 10. November 2023 kündigte Rhein an, die bisherige Koalition von CDU und Grünen beenden und stattdessen mit der SPD regieren zu wollen. Der CDU-Landesvorstand und die Landtagsfraktion hätten die Entscheidung für Verhandlungen zuvor einstimmig angenommen. Rhein gab an, die Entscheidung sei „nicht leicht gefallen“ und „ernsthaft abgewogen“ worden.
Die Gremien der SPD Hessen stimmten ebenfalls einstimmig für die Aufnahme von Koalitionsverhandlungen mit der CDU. Zuvor hatte Bundesinnenministerin Nancy Faeser, Spitzenkandidatin der SPD bei der Landtagswahl in Hessen, einen Wechsel in die hessische Landespolitik in Wiesbaden abgelehnt.
Am 16. Dezember 2023 billigten Parteitage von CDU und SPD in Hessen den Koalitionsvertrag mit großen Mehrheiten.
Der neue Hessische Landtag konstituierte sich am 18. Januar 2024. Am selben Tag wurde Boris Rhein als Ministerpräsident wiedergewählt und das Kabinett Rhein II gebildet.

## Umfragen

### Sonntagsfrage

Umfrageverlauf seit der Landtagswahl 2018

| Institut                | Datum      | CDU    | Grüne  | SPD    | AfD    | FDP   | Linke | FW    | Sonst. |
| ----------------------- | ---------- | ------ | ------ | ------ | ------ | ----- | ----- | ----- | ------ |
| Landtagswahl 2023       | 08.10.2023 | 34,6 % | 14,8 % | 15,1 % | 18,4 % | 5,0 % | 3,1 % | 3,5 % | 5,5 %  |
| Forschungsgruppe Wahlen | 05.10.2023 | 32 %   | 17 %   | 17 %   | 16 %   | 05 %  | 3 %   | 4 %   | 6 %    |
| INSA                    | 04.10.2023 | 31 %   | 16 %   | 16 %   | 16 %   | 05 %  | 4 %   | 5 %   | 7 %    |
| Forschungsgruppe Wahlen | 29.09.2023 | 32 %   | 17 %   | 17 %   | 16 %   | 05 %  | 3 %   | 4 %   | 6 %    |
| Infratest dimap         | 28.09.2023 | 31 %   | 17 %   | 16 %   | 15 %   | 06 %  | 4 %   | 4 %   | 7 %    |
| Infratest dimap         | 14.09.2023 | 31 %   | 17 %   | 18 %   | 17 %   | 05 %  | 3 %   | 3 %   | 6 %    |
| INSA                    | 13.09.2023 | 29 %   | 19 %   | 20 %   | 15 %   | 06 %  | 3 %   | 4 %   | 4 %    |
| Forschungsgruppe Wahlen | 08.09.2023 | 30 %   | 19 %   | 19 %   | 16 %   | 06 %  | 3 %   | —     | 7 %    |
| Forschungsgruppe Wahlen | 25.08.2023 | 31 %   | 18 %   | 20 %   | 15 %   | 06 %  | 3 %   | —     | 7 %    |
| INSA                    | 16.06.2023 | 29 %   | 18 %   | 22 %   | 13 %   | 07 %  | 4 %   | 3 %   | 4 %    |
| INSA                    | 04.05.2023 | 30 %   | 20 %   | 21 %   | 12 %   | 07 %  | 4 %   | 3 %   | 3 %    |
| Infratest dimap         | 14.03.2023 | 32 %   | 22 %   | 20 %   | 11 %   | 05 %  | 3 %   | —     | 7 %    |
| Infratest dimap         | 19.10.2022 | 27 %   | 22 %   | 22 %   | 12 %   | 06 %  | 3 %   | —     | 8 %    |
| INSA                    | 12.04.2022 | 24 %   | 19 %   | 24 %   | 10 %   | 08 %  | 5 %   | 3 %   | 7 %    |
| Infratest dimap         | 04.03.2022 | 27 %   | 20 %   | 24 %   | 07 %   | 09 %  | 5 %   | —     | 8 %    |
| INSA                    | 22.10.2021 | 20 %   | 20 %   | 26 %   | 11 %   | 11 %  | 5 %   | 3 %   | 4 %    |
| Infratest dimap         | 25.02.2021 | 32 %   | 21 %   | 17 %   | 10 %   | 07 %  | 6 %   | —     | 7 %    |
| Infratest dimap         | 09.12.2020 | 34 %   | 22 %   | 19 %   | 08 %   | 07 %  | 5 %   | —     | 5 %    |
| INSA                    | 03.11.2020 | 30 %   | 18 %   | 19 %   | 11 %   | 06 %  | 9 %   | —     | 7 %    |
| Infratest dimap         | 14.05.2020 | 36 %   | 20 %   | 18 %   | 10 %   | 07 %  | 4 %   | —     | 5 %    |
| Infratest dimap         | 17.02.2020 | 26 %   | 25 %   | 16 %   | 12 %   | 07 %  | 8 %   | —     | 6 %    |
| INSA                    | 24.12.2019 | 26 %   | 23 %   | 16 %   | 13 %   | 08 %  | 9 %   | 3 %   | 2 %    |
| Infratest dimap         | 26.04.2019 | 27 %   | 21 %   | 19 %   | 13 %   | 09 %  | 6 %   | —     | 5 %    |
| Landtagswahl 2018       | 28.10.2018 | 27,0 % | 19,8 % | 19,8 % | 13,1 % | 7,5 % | 6,3 % | 3,0 % | 3,5 %  |

### Hypothetische Direktwahl Ministerpräsident
| Institut                | Datum      | Boris Rhein (CDU) | Tarek Al-Wazir (Grüne) | Nancy Faeser (SPD) | weiß nicht/keine Angabe |
| ----------------------- | ---------- | ----------------- | ---------------------- | ------------------ | ----------------------- |
| Infratest dimap         | 08.10.2023 | 38 %              | 23 %                   | 15 %               | 24 %                    |
| Forschungsgruppe Wahlen | 08.10.2023 | 50 %              | 30 %                   | —                  | 20 %                    |
| Forschungsgruppe Wahlen | 08.10.2023 | 61 %              | —                      | 21 %               | 18 %                    |
| Forschungsgruppe Wahlen | 05.10.2023 | 44 %              | 33 %                   | —                  | 23 %                    |
| Forschungsgruppe Wahlen | 05.10.2023 | 55 %              | —                      | 24 %               | 21 %                    |
| Forschungsgruppe Wahlen | 29.09.2023 | 44 %              | 31 %                   | —                  | 25 %                    |
| Forschungsgruppe Wahlen | 29.09.2023 | 55 %              | —                      | 21 %               | 24 %                    |
| Infratest dimap         | 28.09.2023 | 35 %              | 19 %                   | 14 %               | 32 %                    |
| Infratest dimap         | 14.09.2023 | 33 %              | 21 %                   | 17 %               | 29 %                    |
| Forschungsgruppe Wahlen | 08.09.2023 | 42 %              | 31 %                   | —                  | 27 %                    |
| Forschungsgruppe Wahlen | 08.09.2023 | 50 %              | —                      | 26 %               | 24 %                    |
| Forschungsgruppe Wahlen | 25.08.2023 | 44 %              | 31 %                   | —                  | 25 %                    |
| Forschungsgruppe Wahlen | 25.08.2023 | 50 %              | —                      | 28 %               | 22 %                    |
| Infratest dimap         | 14.03.2023 | 32 %              | 23 %                   | 17 %               | 28 %                    |
| Infratest dimap         | 19.10.2022 | 30 %              | 21 %                   | 17 %               | 32 %                    |
| Infratest dimap         | 04.03.2022 | 26 %              | 23 %                   | 20 %               | 31 %                    |

## Rechtsstreitigkeiten um die Berichterstattung
Per Eilantrag an das Verwaltungsgericht Frankfurt am Main erreichte die an der Wahl teilnehmende Tierschutzpartei kurz vor dem Wahltermin, dass der Hessische Rundfunk am Wahlabend bestimmte Kleinparteien mit Stimmenanteil über einem Prozent in der Präsentation des vorläufigen amtlichen Endergebnisses nicht per se unter „Andere“ aufführen darf. Gegen die Entscheidung ist die Beschwerde an den Hessischen Verwaltungsgerichtshof möglich.
Ein Parallelverfahren, das die Tierschutzpartei beim Verwaltungsgericht Mainz gegen das Zweite Deutsche Fernsehen (ZDF) angestrengt hatte (ebenfalls im Wege des einstweiligen Rechtsschutzes), endete dagegen zugunsten des ZDF. Das Gericht entschied, das ZDF könne sich in seiner Berichterstattung auf die Parteien beschränken, die mehr als drei Prozent der abgegebenen Stimmen erhalten haben, weil erst ab diesem Ergebnis „eine zuverlässige Berichterstattung“ möglich sei. Im Übrigen werde das amtliche Endergebnis im Internet auf der Website der ZDF-Nachrichtensendung heute veröffentlicht.